# Az amerikai animáció aranykora
Az amerikai animáció aranykora egy olyan időszak az amerikai animáció történetében, ami az 1928-as első hangos rajzfilmmel kezdődött, virágzott a harmincas évek második felétől a negyvenes évek közepéig, majd folytatódott az ötvenes-, hatvanas-, hetvenes- és nyolcvanas években egészen 1960-ig, amikor a szombat reggeli animációs filmek lassacskán elvesztették jelentőségüket. Sok legendás karakter született ebben az időszakban, többek közt: Tapsi Hapsi, Donald kacsa, Mickey egér, Dodó kacsa, Cucu malac, Popeye, Betty Boop, Fakopáncs Frici, Chilly Willy, Mighty Mouse, Heckle és Jeckle, Mr. Magoo, Wile E. Coyote, Tom és Jerry, a Hupikék törpikék, a Snorks és egy hihetetlenül népszerű adaptációja Supermannek. Az egész estés animáció is ebben az időszakban jelent meg, ezek közül különös figyelmet igényelnek Walt Disney első filmjei, a Hófehérke és a hét törpe, a Pinokkió, a Fantázia, a Dumbo és a Bambi.

## Korai évek
A filmgyártás a hangosfilm megjelenésével mérföldkőhöz érkezett, s két éven belül ez az újítás elérte az animációt is. Ugyan az első szinkronizált rajzfilm Max Fleischer 1926-os My Old Kentucky Home című műve, Walt Disney 1928-as Steamboat Willie-je (ami egyben Mickey egér harmadik filmje is) sokkal népszerűbb volt ebben az időszakban. A Steamboat Willie kasszasiker volt, és megalapozta Disney hírnevét.

### Disney hatása
Miután a Steamboat Willie megjelent, Disney szinte monopolhelyzetbe került a rajzfilmiparban, elsősorban a hangos-rajzfilmeknek köszönhetően. A korai harmincas években úgy tűnt, hogy a rajzfilmipar két alapvető platformja Walt Disney és „mindenki más”. Miki Egeret népszerűsége a hús-vér sztárok (például Charlie Chaplin) mellé repítette, és ekkoriban joggal gondolhatták sokan, hogy amihez Disney hozzáér, kifizetődővé válik. A Disney rajzfilmekre épülő ipar mentett meg számos céget a nagy gazdasági világválság idején, s Disney népszerűségét arra használta fel, hogy tőkéjét újabb és újabb innovációkba fektesse. Az 1932-es Flowers and Trees című film már a Technicolor háromszínű technológiájával készült. A rajzfilm sikeressége arra sarkallta Disney-t, hogy kétéves exkluzív szerződést kössön a Technicolorral. A szerződést később újabb három évvel hosszabbították.

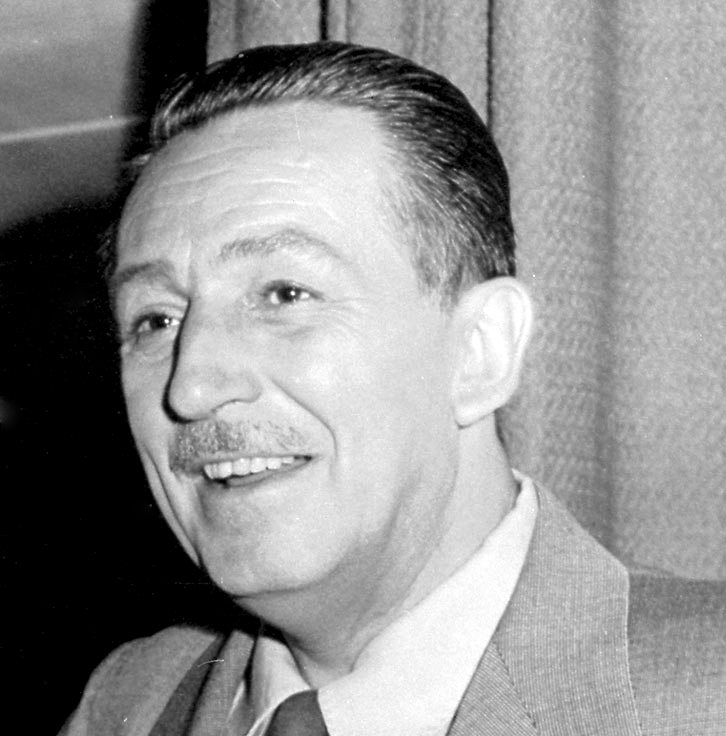
Walt Disney

A történetírás és a karakterkreáció további fejlesztéseinek első gyümölcse az 1933-as Three Little Pigs, ami az első rajzfilm volt, amely több, egymástól merőben elkülönülő, individuális karakterrel operált; a film az addigi történelem legsikeresebb rövid rajzfilmjének bizonyult, s különösen népszerűvé lett a Who’s Afraid of the Big Bad Wolf című betétdala, ami a gazdasági világválság időszakának himnuszává vált.
1937-ben Disney használta elsőként a multi-plane kamera technológiát a The Old Mill című rajzfilmjében, ami a Silly Symphony sorozat keretében jelent meg. Számos Disney-mű alapszik európai történeteken és mitikus legendákon, illetve Doré és Busch művészetén. 1934-re Mickey egér 600 000 dollár bevételt hozott évente a rajzfilmekből és a rajzfilmekre épülő iparból.
Tény, hogy Disney-nek akadt konkurenciája – az animáció trónjáról egyikük sem tudta letaszítani. A némafilm időszakában leghíresebb kihívója a Pat Sullivan stúdió volt, de ebben a cégben a hangos Felix the Cat rajzfilmek bukása után nem volt többé potenciál. Mivel Mickey egérnek nem maradt más konkurense, ez az időszak lett Disney nagy kiugrása, ami arra sugallta, hogy részben megreformálja Miki kinézetét 1935-ben. Mikit később Fred Moore ismét módosította a Sorcerer’s Apprentice, a Fantázia egyik epizódja számára 1938-ban, de az 1939-es The Pointerig még nem volt látható. Mind a mai napig ezt a Miki-dizájnt használja a cég.
Miki legelső alakja Disney egyik munkatársához, Ub Iwerks nevéhez köthető, aki emellett technológiai innovátora is volt a rajzfilmeknek, és napi átlag 600 rajzot készített Disney-nek. Ekkoriban Disney volt felelős a karakterek kitalálásáért, s Iwerks volt, aki életet lehelt beléjük. 1930-ban Iwerks elhagyta a Disney stúdiót, hogy saját céget alapítson. A távozása után Disney számos különböző animátor-művésszel próbálta helyettesíteni őt. Iwerks három rajzfilmsorozatot készített a harmincas években: a Flip the Frogot, a Willie Whoppert a Metro-Goldwyn-Mayernak, és a ComiColor Cartoonst a Pat Power’s Celebrity Productionsnek, ahova a saját stúdiója is tartozott. Egyik sorozat sem közelítette meg Disney és Fleischer sikereit, így 1933-ban az MGM-Iwerks megszűnt, átadva a helyét a Herman/Ising rajzfilmeknek. Iwerks 1934-ben hagyta el az MGM-et.
Az MGM-nél töltött időkben Iwerks rajzfilmjeit a Celebrity Pictures forgalmazta, s mintegy válaszolván Disney Technicolor újításaira, Iwerks alkalmazni kezdte a Comicolor sorozatban a kétszínű Cinecolor technológiát. 1936-ban azonban az Iwerks Studio anyagilag megroppant és megszűnt, miután a Pat Powers cég nem finanszírozta tovább a munkálatokat. Iwerks 1940-ben visszatért Disney-hez, ahol a speciális effektusok osztályán dolgozott egészen a hatvanas évek végéig.

### Fleischer hatása
Disney egyik fő riválisa Max Fleischer volt, a Fleischer Studios elnöke, ami a Paramount Picturesnek készített rajzfilmeket. A Fleischer Studios családi vállalkozás volt, amit Max Fleischer öccsével, Dave Fleischerrel osztott meg. Fleischerék a néma korszakban alapozták meg hírnevüket, s a hangosfilm idején készítették többek közt az erotikus jelenetekben bővelkedő Betty Boop rajzfilmeket, és a szürreális Popeye the Sailor sorozatot. Popeye népszerűsége a harmincas években Mickey egérrel is versenyzett, s a Miki fanklubok mintájára Popey klubok is alapultak szerte az Államokban; egy 1935-ös felmérés szerint Popeye már népszerűbb volt Miki-nél.
A harmincas évek elején a cenzúra újfajta eljárásában felszólította a stúdiót, hogy távolítsák el a pikáns és altesti poénokat a rajzfilmekből. Fleischeréknek így drasztikusan változtatniuk kellett a Betty Boop filmek humorán, ami a sorozat népszerűségének nem igazán kedvezett. A harmincas évek közepén a stúdió több Color Classics rajzfilmet is készített, ami egyfajta visszavágás lett volna Disney technológiai újításainak. A sorozat nem lett igazán sikeres, a stúdió egyedüli húzóneve a Popeye maradt.

### A Warner Bros. és az MGM rajzfilmstúdiók indulása
1930-ban korábbi Disney-alkalmazottak, Hugh Harman és Rudolf Ising animátorok elindították a Looney Tunes sorozatot saját karakterükkel, Boskóval, a Warner Bros. stúdió forgalmazásában és a Leon Schlesinger Productions segítségével. A második Harman-Ising sorozat, a Merrie Melodies 1931-ben indult. Mindkét széria erősen magán viselte a korai Disney-filmek hatásait. Bosko népszerűségben nem tudott versengeni Fleischer és Disney karaktereivel. 1933-ban a Harman-Ising és a Schlesinger egyesült, s útjára indult a Happy Harmonies sorozat Boskóval a főszerepben, a Metro-Goldwyn-Mayer részére, miután Ub Iwerks elhagyta a stúdiót. A Happy Harmonies filmek szintén hasonlóságot mutattak a Disney rövidfilmekkel, különösen a Silly Symphonies sorozattal, és szintúgy Technicolor eljárással készültek.
A Warner Bros.-nál Schlesinger kapott egy önálló rajzfilmrészleget, Harman és Ising helyére pedig Friz Freleng és sokan mások kerültek. Schlesinger szintén próbálkozott konkurálni Disney-vel, többek közt a színes Merrie Melodies sorozattal. 1935-ben Schlesinger felvette Tex Averyt. Avery egészen új stílust hozott az animációba, ami hamarosan az A-kategóriába repítette a Warner Bros. rajzfilmjeit. Avery vezényletével születtek meg olyan legendás rajzfilmfigurák, mint Cucu malac, Dodó kacsa, Tapsi Hapsi és még sokan mások. Avery idejében Cucu malac volt a Warner Bros.-rajzfilmek húzóneve.
Eközben a Happy Harmonies sorozat elbukott a mozikban, és 1937-ben véget ért mind a széria, mind Bosko története az MGM-nél. A stúdió kirúgta Harmant és Isingot, a helyükre Fred Quimby került. Miután Quimby átvette a vezetést, megtartott számos Harman és Ising animátort, s hozzáfogott egy The Captain & The Kids című sorozathoz, ami egy ez idő tájt népszerű képregény adaptációja volt. 1939-ben megszűnt a sorozat, Harman és Ising visszatért a stúdióhoz. Röviddel ezután indult útjára a Barney Bear sorozat a stúdió első önálló rajzfilmsztárjával.

### Lantz és mások
A fent említett stúdiókon kívül még számos másik cég is próbálkozott a rajzfilmiparban a harmincas években. 1929-ben Walter Lantz váltotta Charles Mintzet a Universal Studios rajzfilmrészlegénél. Lantz karaktere Oswald, a nyúl volt, akinek korábbi történetein még Mintz és Walt Disney dolgozott. Emellett Lantz is kísérletezett a színes rajzfilmmel, az első színes műve az 1934-es Jolly Little Elves. 1935-ben Lantz stúdiója függetlenedett a Universaltól, akik ezután már csak forgalmazták a filmeket.
Eközben Mintz a saját rajzfilmsorozata, a Krazy Kat felett bábáskodott, majd elindított egy új sorozatot egy Scrappy nevű fiúval a főszerepben, akit Dick Huemer alkotott 1931-ben. Scrappy jelentette a kiugrást Mintz számára, s emellett a legnépszerűbb karakterévé vált, de a stúdió súlyos károkat szenvedett, mikor 1933-ban kénytelenek voltak elbocsátani Dick Huemert. 1934-ben Mintz, mint ekkoriban szinte mindenki, próbált visszavágni Disney Technicolor újításainak, s útjára indította a Color Rhapsodies című sorozatot. Disney kizárólagos szerződése a Technicolorral ekkoriban járt le, s ezt kihasználva Mintz is megszerezte a háromszínű technológiát. Mindezek ellenére a sorozat bukásnak bizonyult, és 1939-ben Mintz kénytelen volt eladni a stúdióját a Columbiának (akik ekkor a forgalmazói voltak). Mintz maradhatott az állásában, de a stúdiót átnevezték Screen Gems-re. A következő évben Mintz elhunyt.
Miután elvesztette az Aesop’s Film Fables sorozatot a Van Beuren Studio-nál, 1929-ben Paul Terry megalapított egy új céget, a Terrytoonst. Sem a Van Beuren, sem a Terrytoons nem volt versenyképes az akkori mezőnyben, különösen Disney-vel szemben. 1934-ben a Van Beuren stúdió a Disney-nek válaszul elkészítette a Rainbow Parade című színes sorozatot. A széria nem volt sikeres, és 1936-ban az RKO Pictures – a Van Beuren Studio tulajdonosa – bezáratta a Van Beurent, s ezután csak Disney rajzfilmeket forgalmazott.

### Egész estés animáció
1937-ben Walt Disney elkészítette a Hófehérkét, az első amerikai egész estés animációs filmet. A film gyártása két évet vett igénybe. Walt Disney észrevette, hogy a rövid rajzfilmek hosszú távon nem fogják hozni a várt profitot, ezért ismét addig kiaknázatlan területen próbálkozott. A film óriási sikert aratott, de a kritikák zömében rosszak voltak. Ettől függetlenül a Hófehérke mérföldkő az animáció történetében.

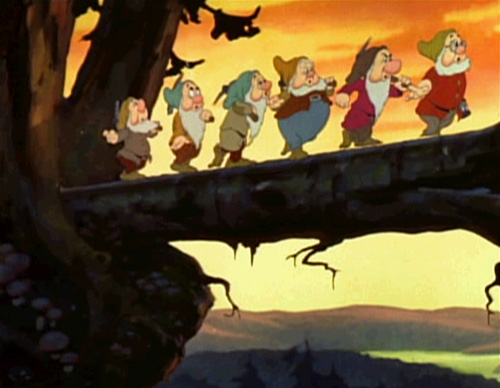
Hat törpe a Hófehérkéből

Nem Disney volt az első, aki egy tekercsnél hosszabb rajzfilmet csinált. 1936-ban a Fleischer Studios gyártotta le a két tekercses Popeye the Sailor Meets Sindbad the Sailort Technicolorban, 1937-ben a Popeye the Sailor Meets Ali Baba’s Forty Thieves-t és 1939-ben az Aladdin and His Wonderful Lumpot. Fleischerék 1938-ban tették át székhelyüket New Yorkból Miamiba egy 1937-es, öt hónapig tartó sztrájk után, s az új székhelyen az első animációs projekt a Gulliver’s Travels lett 1939-ben. A film nem volt túlságosan sikeres, de a következő, 1941-es Mister Bug Goes to Town című film egyenesen megbukott. A Paramount Studios röviddel ezek után kirúgta Fleischeréket a saját stúdiójukból, és bekebelezte a céget, amit Famous Studios-ra keresztelt, és visszavitt New Yorkba.
A két Fleischer egész estés animáció volt az egyetlen egész estés rajzfilm a Disney cég művein kívül egészen 1959-ig, mikor a UPA forgalomba hozta az 1001 Arabian Nights-ot. Egyéb amerikai nem-Disney rajzfilm-mozik nem jelentek meg 1962 előtt, mikor a Gay Purr-ee című (szintén UPA) film kijött. A Heaven and Earth Magic című kísérleti avant-garde film is ebben az évben készült el, de nem mutatták be moziban.
Miután Disney inkább az egész estés projektekre összpontosított, többé nem tudta maga vezetni a rövidfilmes munkálatokat. A Disney rövidfilmek továbbra is innovatívak és szórakoztatóak maradtak, de a történetek unalmassá, önismétlővé és kiszámíthatóvá váltak. Ez kiváló lehetőséget adott Leon Schlesingernek és a Warner Bros-nak. Schlesinger kreatív csapata egy egész sor humoros és eredeti karaktert alkotott a Looney Tunes és a Merrie Melodies sorozatok számára, ami animátorok generációira lett hatással. Miután 1937-ben Dodó kacsa “megszületett” a Porky’s Duck Hunt című rajzfilm számára, a Warner újabb sikert könyvelhetett el, s leválthatta a dobogóról az addigi húzónevet, Cucut. Tapsi Hapsi először az 1940-es A Wild Hare című (később Oscarra jelölt) rövidfilmben tűnt fel, és egyből a stúdió és a Merrie Melodies legnagyobb sztárjává vált, amiben ezelőtt még nem alkalmaztak visszatérő szereplőket. A Warner stúdió hihetetlenül kreatív rajzfilmesei, Friz Freleng, Chuck Jones és Bob Clampett ekkor léptek színre. 1942-re a Warner rövidfilmek legyőzték a Disney-t.

## Hangok a rajzfilmekben

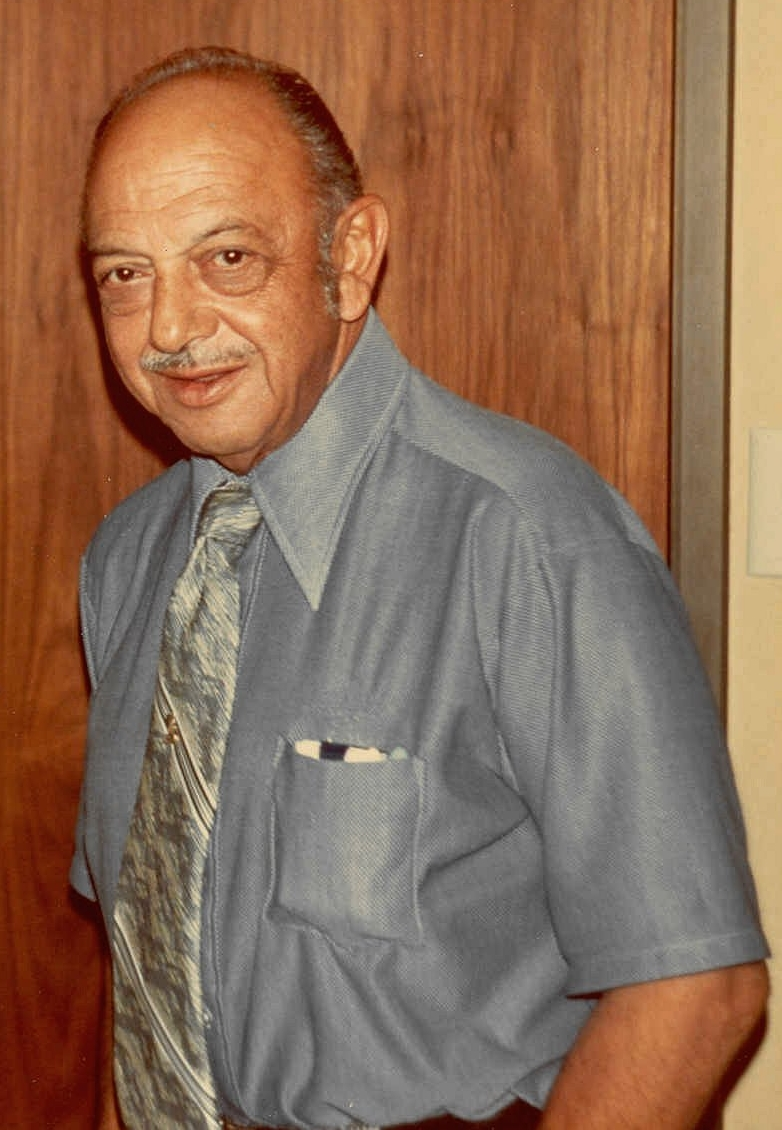
Mel Blanc, a legtöbb híres Warner-figura hangja 1976-ban

Bár az animációs filmeknél elsősorban a vizuális megjelenés számít, a szinkronszínészek és a látvánnyal összehangolt nagyzenekari kíséret is fontossá vált.
Ahogy a mozgókép véget vetett a rádió aranykorának, tehetséges színészeket is magához csábított. Mel Blanc szinkronizálta a legtöbb Warner Bros. figurát, többek közt Tapsi Hapsit, Cucut (1937-től), és Dodót. A további szerepekre vaudeville és rádiós színészek kerültek.
A rajzfilmek ekkoriban nagyzenekar által felvett zenei kísérettel rendelkezdtek, amiket általában a stúdió saját zenekara játszott fel. Carl Stalling a Schlesinger/Warner Bros-nál és Scott Bradley az MGM-nél számtalan művet alkottak mind eredeti kútfőből, mind ismert klasszikus vagy könnyűzenei anyagokból dolgozva.
A legtöbb korai rajzfilm, kiemelve a Disney Silly Symphonies című sorozatát klasszikus zenei darabok köré íródtak. Ezek a rajzfilmek néha szerepeltettek vendégsztárokat is.

## A háború időszaka
A Hófehérke sikere után Disney három egész estés projektet szervezett, s mindhármat minden idők legnagyobb animációs produktumai közt jegyzik: Pinokkió, Bambi és a Fantázia. Azonban ez a három film már nem tudott akkora anyagi sikert hozni, mint a Hófehérke. A Fantáziát súlyos kritikák érték, miszerint Walt Disney többet akart, mint amire képes, amikor a népszerű animációt az absztrakt művészettel, a komolyzenével és egyéb “elit” témákkal hozta össze. Évekkel később a Fantázia elfoglalhatta méltó helyét az animáció művészetének nagykönyvében.
Hogy valamelyest kompenzálja a Pinokkió és a Fantázia relatív bukását, Disney megrendelt egy alacsony költségvetésű filmet, a Dumbót, ami megoldotta a stúdió anyagi gondjait.

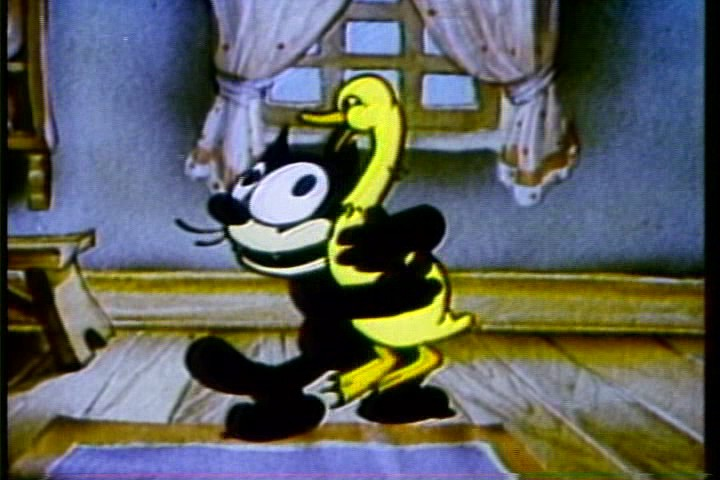
Felix a macska a The Goose That Laid the Golden Egg című filmben (1936)

A negyvenes évek legelején két különösen fontos történés változtatta meg a hollywoodi rajzfilmstúdiók status quo-ját. Az első az Egyesült Államok belépése a második világháborúba, s ezzel minden egyes stúdió (és az összes divízió) átalakítása propaganda célú anyagokat előállító üzemmé, a másik pedig a Disney animátorok 1941-es sztrájkja, ami az 1938-ban alapult Rajzfilmesek Szövetsége és Walt Disney közti nézeteltérések miatt tört ki. Számos dolgozó hagyta el ekkor a céget, köztük Frank Tashlin és John Hubley animátorok, akik a Screen Gems-hez kerültek. Itt Tashlin kiemelt producer, Hubley pedig rendező lett. Tashlin elősegítette a Screen Gems további erősödését, egészen 1942-ig, mikor a Columbia Dave Fleischer kérésére felmondott neki.
Néhány veterán Disney-alkalmazott ekkor a UPA-hez került. Ez a stúdió az ötvenes években megreformálta a rajzfilmek látványvilágát. Más dolgozók az MGM-hez, a Paramounthoz és a Warner Bros-hoz kerültek. A sztrájk lényegét tekintve a dolgozók magasabb fizettéséért küzdött, azonban ez akkor paradoxonnak bizonyult; ha az alkalmazottak magasabb fizetést kapnak, többüktől is meg kell válni.

Tom és Jerry, az MGM stúdió egyik legfontosabb tulajdona

A vezető hollywoodi stúdiók kivették a részüket a háborús propagandából. A Fleischer stúdiónál Popeye a tengerész belépett a haditengerészetbe, és felvette a harcot a “nácik” és a “japók” ellen, míg a Warner egy saját gyártású sorozatot készített kimondottan katonák számára Private Snafu címmel.
A háború volt a második esemény, ami érezhetően megrengette a Walt Disney birodalmat. Amint az USA hadba szállt, az amerikai hadsereg elfoglalta a Disney stúdiót 1941 decemberében. A Disney megremegett, de nem bukott el. A stúdió kénytelen volt a többiekhez hasonló propagandafilmeket készíteni, köztük egy egész estés filmmel, a Victory Through Air Power-rel. A film anyagi bukás lett, és a stúdió 500.000 dollárt vesztett rajta. A rövid, propagandisztikus rajzfilmek szintén kevésbé voltak sikeresek, mint a korábbi Disney rajzfilmek, és a katonaság ez idő alatt is a stúdióban tartózkodott, egészen 1945-ig. A háború végén Disney-nek kevés tőkéből kellett ismét elindítania vállalkozását. Emiatt történt, hogy a háború után az évtized végéig a Disney világa csak alacsonyabb költségvetésű rövidfilmekkel gazdagodott, mint például a Make Mine Music, a Fun and Fancy Free, a The Adventures of Ichabod and Mr. Toad, vagy a Melody Time. Az időszak legambiciózusabb Disney-projektje az 1946-os Song of the South volt, ami egyszerre tartalmazott élőszereplős és animációs részeket, azonban későbbi kritikák kifogásolták a rasszista és sztereotíp ábrázolást a filmben. Ekkoriban Mickey egér kultusza is hanyatlott, azonban ez jelentette Donald kacsa felemelkedését. 1938-as felmérések szerint Donald már megdöntötte Mickey egér sikereit, s 1949-re teljesen átvette annak helyét a stúdióban.
A Schlesinger stúdió eközben olyan magasságokba tört, ami a legnagyobb rajzfilmgyártó konszernné tette a következő 15-20 évre. Friz Freleng és Bob Clampett ekkoriban voltak kreativitások csúcsán. Clampett hat perces vad, szürreális rajzfilmeket készített, mint például az 1938-as Porky in Wackyland, az 1943-as Tortoise Wins By a Hare és a Coal Black and de Sebben Dwarfs.
Leon Schlesinger 1944-ben eladta a stúdiót a Warner Bros-nak. 1946-ban nézeteltéréseik miatt Clampett elhagyta a céget, s saját vállalkozásba vágta a fejszéjét: ő lett a televíziózás hőskorának gyermekműsor-felelőse és első számú forradalmára, mikor elindította a sikeres Time for Beany című tévé-showját.
Az MGM-nél William Hanna és Joseph Barbera rendezők fergeteges sikert értek el a Puss Gets The Boot című rövidfilmjükkel, amit később Oscarra jelöltek. Ezzel vette kezdetét Tom és Jerry története, akiknek köszönhetően a stúdió a megnyert Oscar-díjak számában beérte a Disney-t. Röviddel a Puss Gets the Boot után Tom és Jerry az MGM első számú sztárjai lettek.
Ezalatt Tex Avery elhagyta a Warnert miután összetűzésbe keveredett Leon Schlesingerrel, s az MGM-nél keresett munkát, és felpezsdítette a stúdiót. A Tom és Jerry-nek és Tex Avery vad, szürreális MGM-es mestermunkáinak (köztük a pikáns Red Hot Riding Hood sorozattal, ami új értelmet adott a “felnőtt” szórakozásnak) hála az MGM egyenrangú fél lett a Disney mellett a rajzfilmiparban.
A negyvenes évek másik brillírozó stúdiója a Walter Lantz lett. Oswald nyuszi után Lantz és alkalmazottai új karaktereket alkottak, köztük Meany, Miny és Moe, illetve Baby-Face Mouse. Andy Panda kalandjait Technicolorban készítették, de bármilyen népszerű is volt, az ötödik epizódban megjelenő Fakopáncs Frici lett Lantz munkásságának legnagyobb sztárja.
A változás szele a Fleischer stúdiót is elérte, bár az eredmények közel sem voltak olyan látványosak, mint az MGM-nél. 1941 májusában a Fleischert bekebelezte a Paramount a megbukott Stone Age, Gabby és Color Classics rajzfilmek által előidézett anyagi problémák orvoslására. Fleischerék megtarthatták állásukat, de a Paramount felkérte a testvéreket, hogy írják meg saját felmondólevelüket a különböző összezörrenéseik miatt. A Paramountos időszak alatt lépett be Popeye a haditengerészetbe, ezzel segítve a háborús propagandát, de az ekkoriban induló Superman sorozat legendás sikereket ért el (az első epizódot Oscarra jelölték). A Superman sikerét azonban beárnyékolta az a tény, hogy a Fleischer testvérek többé nem váltottak szót egymással. 1942-ben a Mr. Bug Goes Town elbukott a kasszáknál, ezért Dave Fleischer a Columbia Pictures birtokában lévő Screen Gems-hez szegődött. A Paramount akceptálta a testvérek felmondólevelét, és így mindketten távoztak a cégtől. A történéseket a filmtörténészek még nem tudták teljesen rekonstruálni, de annyi biztos, hogy a Fleischer Studio teljesen beolvadt a Paramountba, s röviddel ezután Famous Studios-ra keresztelték. Az animációs munkálatok úgy folytatódtak, ahogy Fleischerék megkezdték, s beszüntették a túl drága Superman sorozatot. Fleischerék távozása nem rengette meg a stúdiót: a rajzfilmek a háború alatt is szórakoztatóak és népszerűek maradtak. 1945 májusára azonban nyilvánvalóvá vált, hogy az évtized végére elindul a hanyatlás időszaka mind a történetek, mind az animáció terén.

## Stop motion és speciális effektusok
A hollywoodi animáció aranykorában a rajzfilmkészítés exklúzív iparágként működött. A különböző stúdiók önállóan készítették az animációs filmeket és az animált bevezetőket a mozifilmekhez. Ritkán fordult elő, hogy a rajzfilm- és a filmipar munkálatai vegyültek. Az alacsony költségvetésű Superman sorozat a negyvenes években kivételt képezett, mivel animációs technikával oldották meg Superman repülését, de ez nem volt bevett szokás.
Az animáció önállósága hozott létre egy testvéripart, ami kimondottan a mozifilmek speciális effektusaira volt kiélveze, ez volt a stop motion animáció. Bár a kézi rajzolás, és a stop motion bizonyos szinten hasonló folyamatok, az aranykorban a két műveletet teljesen elkülönülve végezték.
A stop-motion 1933-ban, a King Kong kasszasikerével robbant be, aminél Willis O’Brien animátor megjelentette mindazokat a stop-motion effektusokat, amiket az elkövetkezendő 50 évben alkalmaztak. A King Kong sikere után számos filmhez készültek animált speciális effektusok, mint például a szintén O’Brien-munka Mighty Joe Young, ami híres animátorok (mint Ray Harryhausen) karrierjét indította be.
George Pal volt az egyetlen, aki stop-motion animációs mozisorozatot készített Puppetoon címmel a Paramount számára. Néhány részt Harryhausen készített. Pal később több élőszereplős, speciális effektusban gazdag filmet alkotott.
A stop motion virágkorát az ötvenes években élte. A sci-fi műfaj rendkívül divatos volt ekkoriban, s így kiváló lehetőséget adott a speciális effektusokkal foglalkozó animátorok számára. George Pal sok népszerű film animációs munkálatait vezette.
Eközben Ray Harryhausen olyan filmeken dolgozott, mint például az Earth vs. the Flying Saucers, a The Seventh Voyage of Sinbad vagy a The Beast from 20,000 Fathoms. A “realisztikus” speciális effektusok népszerűséget hoztak számára.
A stop motion nagy mérföldköve Douglas Trumbull munkája a 2001: Űrodüsszeia című filmben, ahol már teljesen reális űrdíszletek szerepeltek.
Néha előfordult, hogy élőszereplős filmekbe animált sztárok kerültek. A leghíresebb ilyen jelenet az Anchors Aweigh című filmben szerepel, ahol Gene Kelly Jerry-vel táncol a Tom és Jerry-ből. Ezeket a filmeket leszámítva az animációs munkálatok a filmiparban a bevezető jelenetekben kimerültek. Saul Bass művei Alfred Hitchcock számára (például a Szédülés, az Észak-Északnyugat vagy a Psycho) legendássá váltak.

## Az ötvenes-, hatvanas-, hetvenes- és nyolcvanas évek, és az aranykor vége

### A UPA új stílusa

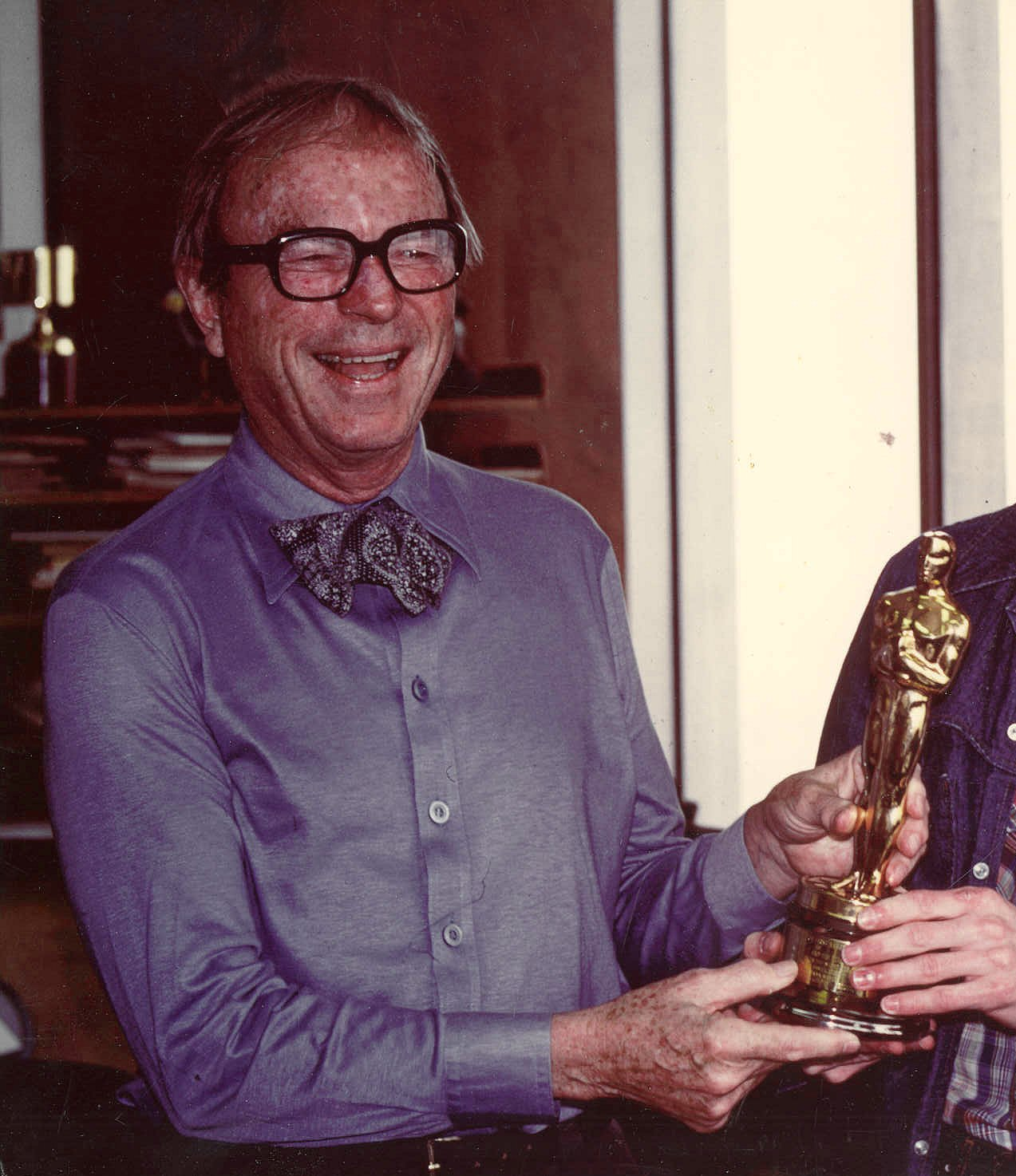
Chuck Jones 1976-ban

A vezető stúdiók mellett egy apró, de annál fontosabb vállalat is alakult. 1943-ban John Hubley, elhagyván a Screen Gemst néhány veterán Disney-ssel, Stephen Bosustow-val, David Hilbermannal és Zachary Schwartzcal (aki Hubley-val együtt a Disney-sztrájk alatt hagyta el a stúdiót) megalapították az Industrial Film and Poster Service-t (IFPS). Ez egy kis cég volt, ahol Hubley lett a munka vezetője. Új, absztrakt és kísérleti rajzfilmes projektek folytak itt. Ezt az animációs technikát később limitált animációra keresztelték. A stúdió első rövidfilmje, a Hell-Bent for Election (a veterán-Warneres Chuck Jones rendezésében) Franklin D. Roosevelt kampányfilmje volt. A mű bár sikeres lett, nem annyira, amennyire Hubley-ék várták. Az áttörést a harmadik rövidfilm, Bobe Cannon Brotherhood of Man című műve hozta meg. Ettől kezdve a vállalatnál rövid, erőteljesen stilizált rajzfilmek készültek, ami teljesen más irányvonalat jelentettek, mint a korabeli konkurens stúdiók alkotásai. Cannon filmjei emellett olyan – akkoriban társadalmi tabunak számító – témákat is boncolgattak, mint a tolerancia. 1946-tól a stúdió United Productions of America (UPA) néven működött tovább, s Hilberman és Schwartz részvényeiket eladták Bosustow-nak.
1948-ban a UPA a Columbia Picturesszel szerződött, és rajzfilmjeit bemutatta a mozikban. A stúdió emellett két Oscar-jelölést is begyűjtött működésének első két évében. A Columbia is egy új rajzfilmstúdiót keresett, miután Frank Tashlin kirúgása utána 1946-ban bezárták a Screen Gems-t. Ezután a UPA elindította a Mr. Magoo sorozatot, majd a Gerald McBoing-Boing elhozta nekik az Oscart is. A UPA felkerült Hollywood térképére.
A UPA stílusa merőben más volt a többi kommersz stúdióhoz képest, s a közönség is értékelte a szokatlanabb rajzfilmeket a túl sok macska-egér film után.
A vállalat csak 1952-ben remegett meg a McCarthy-korszakban, mikor John Hubley-t (mint ez idő tájt oly sokakat) összefüggésbe hozták a kommunistákkal, és kirúgták. Az új elnök Steve Bosustow lett, de ő már nem volt olyan karizmatikus vezető, mint Hubley, s a céget rövidesen eladta Henry Sabersteinnek.
1953-ra a UPA-stílus hatása alá került az egész rajzfilmipar. A hollywoodi rajzfilmek eltávolodtak a negyvenes évekbeli részletgazdag, realisztikus animációtól, és a helyére az egyszerűbb, stilizáltabb megvalósítás került. Ekkoriban még Disney is átvette a UPA-stílus bizonyos szegmenseit. Az 1953-as Melody és a Toot, Whistle, Plunk and Boom című Disney-rajzfilmek ezt kiválóan reprezentálják.

### Díjak

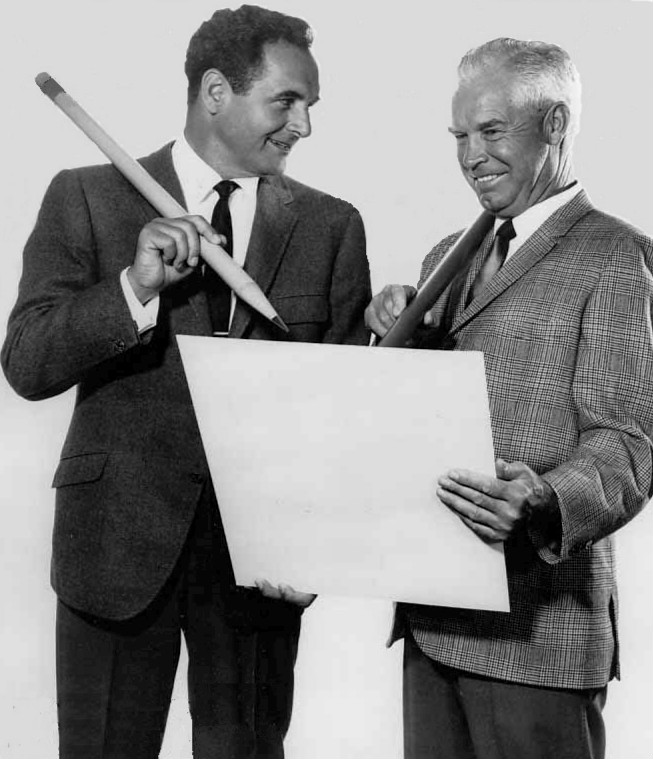
Joseph Barbera és William Hanna

A UPA forradalmával a Warner Bros. és az MGM kreativitása némileg megtorpant az ötvenes évek első felében. Ettől függetlenül Chuck Jones számos klasszikus rajzfilmet készített ekkorbian is a kultikus Gyalogkakukk sorozatán kívül is. Ilyen például az 1950-es Rabbit of Seville, az 1952-es Feed the Kitty és a Duck Amuck, az 1957-es What’s Opera, Doc? és a Tapsi Hapsi és Dodó kacsa közös szereplésével operáló Hunter’s trilógia, a Rabbit Fire (1951), a Rabbit Seasoning (1952) és a Duck! Rabbit! Duck! (1953). A Duck Amuck és a What’s Opera, Doc? kiemelt kulturális értékeket képviseltek az amerikai kormány szerint, így bekerültek a Nemzeti Filmjegyzékbe (National Film Registry). Friz Freleng három Oscar-díjas rajzfilmet készített, a Speedy Gonzales-t (1955), a Birds Anonymoust (1957) és a Knighty Knight Bugs-ot (1958).
Az MGM rajzfilmek az ötvenes években szintén Oscar-esőt könyvelhettek el. A Tom és Jerry sorozat újabb két díjat söpört be (az 1952-es The Two Mouseketeers-ért és az 1953-as Johann Mouse-ért). Tex Avery 1953-ban távozott a rövid animációs filmektől. Ettől kezdve a stúdiónak gazdasági problémákkal kellett szembenéznie.
1957-ben az MGM rajzfilmrészlege bezárt, s ezután a korábbi műveiket vetítették újból.
A gazdasági problémák a Lantz stúdiót is elérték, miután lejárt a szerződésük a Universallal. Ezután a United Artists-hoz kerültek, egészen 1948-ig, mikor a stúdiót bezárták 1950-ig. A kétéves kényszerszünet alatt készült animációs filmek csak ekkor jelenhettek meg, s Fakopáncs Fricinek ettől kezdve Lantz felesége, Grace Stafford kölcsönözte a hangját.
A hatvanas években Lantz és sokan mások (mint a Famous Studios, a Disney Studios, a Terrytoons és a Warner Bros.) kénytelenek voltak a rajzfilmeket a moziformátumról televízióra konvertálni.

### Későbbi irányvonalak
1946-ban az animátorok szakszervezete kiharcolt egy 25%-os bérnövekedést, ami jócskán megnövelte a rajzfilmek költségét.
1948-ban a “Hollywood Antitrust Case” (ami a mozirendszer megváltozásával járt) után már nem jelentett biztos profitot a mozikban bemutatott rajzfilmek készítése, s mivel ezután csökkentek a befektetések, a műfaj fokozatosan hanyatlásnak indult.
A Screen Gems, Ub Iwerks és a Van Beuren már beszüntette a munkákat, és bezárta stúdióit 1950 előtt. 1953-ban Tex Avery részlege megszűnt a Metro-Goldwyn-Mayernél, majd 1957-ben az egész animációs részleget bezárták.
A Walter Lantz Studio is anyagi problémákkal küszködött, ez vezetett az 1948-ban kezdődő, kétéves kényszerszünetig.

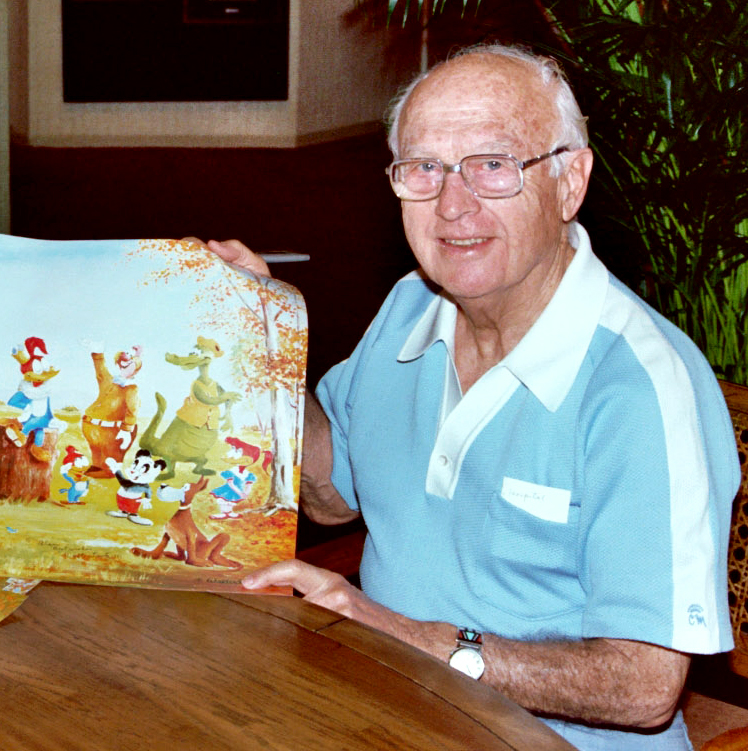
Walter Lantz 1983-ban egy Fakopáncs Fricit ábrázoló képpel

A Warner Bros. Cartoons 1953-ban kénytelen volt öt hónapra bezárni. Chuck Jones többekkel együtt ekkor hagyta el a stúdiót. Ezt a lemaradást a vállalat soha többé nem volt képes behozni, és a hanyatlás a hatvanas években is folytatódott. A Warner bezárta az Original Termite Terrace stúdióját 1963-ban, átadva a helyét a DePatie Frelengnek. Az ekkoriban készült Warner rövidfilmek könnyen felismerhetőek, mivel a bevezetőben nem a híres “karikás” WB logó, hanem egy új, modernebb, absztrakt szerepelt. A stúdió húzóneve a DePatie Freleng-korszakban Speedy Gonzales és Dodó kacsa volt, bár a rajzfilmek hullámzó minőségűek lettek. Többen is kritizálták Dodó erőszakosságát Speedy Gonzales és a többi mexikói egér felé. A stúdió elkészített 11 új Gyalogkakukk filmet a Format Films számára, amiket a széria korábbi rajongói elutasítottak olcsóságuk, ismétlődő animációjuk, és Bill Lava túlságosan egyhangú, repetitív zenéje miatt. A DePatie Freleng felfüggesztette a Looney Tunes készítését, és San Fernando völgybe települt át 1967-ben. A frissen létrehozott New Warner Bros Seven Arts rajzfilmstúdió élére Bill Hendricks került, aki különböző nem-Looney Tunes-os veteránokat vett fel, mint például Alex Lovy-t és LaVerne Hardingot a Walter Lantz stúdiótól, Volus Jones-t a Disney-től, Ed Solomont és Jaime Diazt (később ők csinálták a Fairly OddParents rajzfilmeket), és David Hanan rendezőt, aki korábban Roger Ramjettel dolgozott. Hendricks csak három korábbi Looney Tunes-os veteránt vett fel, Ted Bonnisckent, Norman McCabe-et és Bob Givens-t. A stúdió Dodó Kacsás és Speedy Gonzales-es filmjeit további kritikák érték a részlethiányos animáció, a nagyon gyenge történetek, az összecsapott karakterdizájn és Bill Lava Carl Stalling műveit (gyengén) imitáló zenéje miatt, ami csak néhány hangszerre, és nem egy egész zenekarra íródott (a nagyzenekart már nem akarta megfizetni a stúdió). Sokak szerint a zene annyira összecsapott lett, hogy úgy tűnt, mintha random-módon rögzítettek volna egy koncertet Mexikóban (a See Ya Later Gladiator című filmet hozták fel példaként). A stúdió nem-visszatérő figuráira összpontosító rajzfilmjei ellenben igényesebb zenével rendelkeztek, és sokkal pozitívabb fogadtatásban is részesültek. Cool Cat, Merlin the Magic Mouse (Merlin a varázsegér), Norman Normal (egy különleges Warner Bros. rajzfilm, amit N. Paul Stokey készített), Chimp és Zee különlegesen kreatív figuráknak bizonyultak kiváló történetekkel és dizájnnal még ebben a rendkívül alulfinanszírozott időszakban is.
Alex Lovy 1968-as távozása után helyére Robert McKimson került, aki jobbára Lovy kreálmányaival, és két saját figurájával, Bunny-val és Claude-dal foglalkozott. Ezek a rajzfilmek elképesztően rossz kritikákat kaptak.
Az utolsó Looney Tunes rajzfilm a Bugged by a Bee, és az utolsó Merrie Melodies az Injun Trouble lett, ami a címét egy 1938-as Loony Tunes epizódtól kölcsönözte. 1969-ben bezárt a Warner Bros Seven Arts stúdió, és 1980-ban ismét megnyílt a Termite Terrace.
Paul Terry eladta a Terrytoonst a CBS-nek 1955-ben. Az új vezetőség alatt az összes rajzfilm költségvetését lecsökkentették. 1956-ban a cég felvette a korábbi UPA-s Gene Deitch-et. Deitch kidobta az összes klasszikus Terrytoons karaktert, Heckle-t és Jeckle-t, Mighty Mouse-t és Gandy Goose-t és új figurákat alkotott. Az első közülük John Doormat lett, majd őt követte Tom Terrific, Gaston Le Crayon, Clint Clobber és Sick Sick Sidney az elefánt. Emellett a figurák dizájnját is modernebbé varázsolta. Mindezek ellenére az animáció minősége nem gyengült a Paul Terry-korszak óta, bár Deitch több ízben alkalmazott különböző, a cég arculatától merőben eltérő grafikai megoldásokat, köszönhetően az új Cinemascope formátumnak, amit már a kor fekete-fehér televízióiban is sugároztak. Az egyetlen klasszikus Terrytone karakter, akit Deitch alkalmazott Dinky Duck volt, de 1957-ben tőle is elbúcsúzott az It’s a Livingben. A stúdió alkalmazottainak nem volt ínyére Deitch stílusa, s végül az új vezető, Bill Weiss 1958-ban megvált tőle, s átvette a helyét. Weiss visszahozta Heckle-t és Jeckle-t, Mighty Mouse-t és új karaktereket is készített, Hector Heathcote, Deputy Daeg, Luno, a Mighty Heroes és Astronaut személyében, akik helyettesítették Deitch figuráit, bár Sidney az elefánt megmaradt.
Wess továbbá felvett új, fiatal animátorokat, mint például Ralph Bakshi és Cosmo Anzotti. Mindazonáltal a költségvetés megnyírása és a Terrytoons televízióra váltása rányomta a bélyegét a rajzfilmekre. A korszak szinte összes televíziós animációs filmje gyengébb és felejthetőbb lett, elsősorban a határidők miatt. A Terrytoons 1968-ban zárt be, bár az utolsó filmeket még 1971-ig sugározták.
Miután Hubley 1952-ben elhagyta a UPA-t, Bill Hurtz is kilépett 1953-ban. Ugyanebben az évben a Columbia megújította a szerződését a UPA-vel, s rákényszerítette őket a rajzfilmek költségvetésének csökkentésére. Három éven belül a stáb már csak Mr. Magoo rajzfilmeket készített, amelyek ekkorra elvesztették minden frissességüket, és kiszámíthatóvá váltak. A UPA ekkoriban nyergelt át a televízióhoz. A tévés Mr. Magoo és Dick Tracy rajzfilmeket a rendkívül kevés fázisrajz és a gyönge karakterdizájn miatt kritizálták. A UPA 1964-ben leállt a rajzfilmkészítéssel, s később a Toho japán szörnyfilmjeit (mint a Godzilla) forgalmazta.
1956-ban a Paramount bekebelezte a Famous Studiost, átalakította s átnevezte Paramount Cartoon Studios-ra. A következő évtől a stúdió 24 év után leállt a Popeye-mozifilmek készítésével. 1957-ben a veterán-Fleischeres Dave Tendlar el lett távolítva a cégtől, s a Terrytoons-hoz ment. Utolsó műve a Grateful Gus, ami az utolsó Paramount rajzfilmnek bizonyult, amit még nem limitált animációs technikával készítettek. Más régi Fleischereseket, mint Al Eugstert és Myron Waldmant szintén kirúgták. 1958-ban egy még ennél is nagyobb problémával kellett szembenéznie a stúdiónak: Izzy Sparber szívinfarktusban életét vesztette. Utolsó műve, a Chew Chew Baby a Trevelaffs sorozatból valójában nem is az ő nevéhez köthető, különösen, mivel a film épp halálának a napján készült el. Sparbert Seymour Kenitel váltotta. 1959-től az animáció minősége gyengült a költségek megnyírása miatt. A hatvanas évekre a stúdió filmjei felejthetőek lettek. Ez alól kivételt képeznek a Bouncing Benny filmek, a stúdió innovatív de mégis takarékos papírkivágásos technikájával, Irv Spector humoros történeteivel és Eddie Lawrence kiváló hangjával. 1964-ben Seymour Kneitel is szívroham áldozatává vált. Kneitelt a Harvey Comics-os veterán Howard Post váltotta. Post más animációs koncepciókkal próbálkozott, hogy valamiképp ellensúlyozza az alacsony költségvetés látványvilágát. Post új karaktereket alkotott, Honey Halfwitch és a rövid ideig futó Swifty és Shorty személyében. Jack Mendelshon két rendkívül pozitív fogadtatásban részesülő rajzfilmet készített gyermekrajzok alapján (Story of George Washington és A Leak in the Dike, mindkettő 1965-ből). Ezek a filmek voltak az utolsók, amik még a régi, 1955-ös Noveltoon főtémával rendelkeztek, mivel Post megharagudott Winston Sharples zenei rendezőre a Casper a barátságos szellem, a Herman és Katnip és a Little Audrey rajzfilmek zenéjének újrafelhasználása miatt. Sharples ezután kreatívabb műveket szerzett.
Post készíttetett még néhány népszerű filmet (mint a The Itch, ami a 2009-ben elhunyt Tony Peters munkája), de a Two by Two című alkotás (Qwacky Whack főszereplésével) miatt kirúgták. A film alapját a Bibliából kölcsönözték (Noé bárkája), s egy jelenetben Qwacky Istent alakítja. A Paramount annyira mérges lett, hogy Howard Postot eltávolították, s helyére Shamus Culhane került, s befejezett néhány, még Post által elkezdett projektet, majd teljesen megváltoztatta a stúdió arculatát, és felvett új animátorokat, mint például Howard Beckermant, Gil Meretet és Dave Ubinas-t. A rajzfilmek bevezetőjeleneteit is megváltoztatta, elvetve a régi dizájnt, s Al Eugster, Dante Barbertta és Chuck Harriton korábbi alkalmazottak visszatérhettek a céghez.
Az új csapat első munkái a The Plumber, a My Daddy the Astronaut, s egy új gyermekrajzokon alapuló rajzfilm, ami két folytatást is megélt (a Stuck up Wolf és a The Stubborn Cowboy), de filmesztéták szerint ezek már nem tudták megközelíteni az eredetieket.
Az új filmek stílusa elütött a korábbiakétól, s Winston Sharples zenéje még inkább eltávolodott az ötvenes évek hangulatától. Culhane távozása utána Ralph Bakshi került az elnöki székbe, de nem volt képes megmenteni a stúdiót, amit 1967-ben bezárt a Paramount.

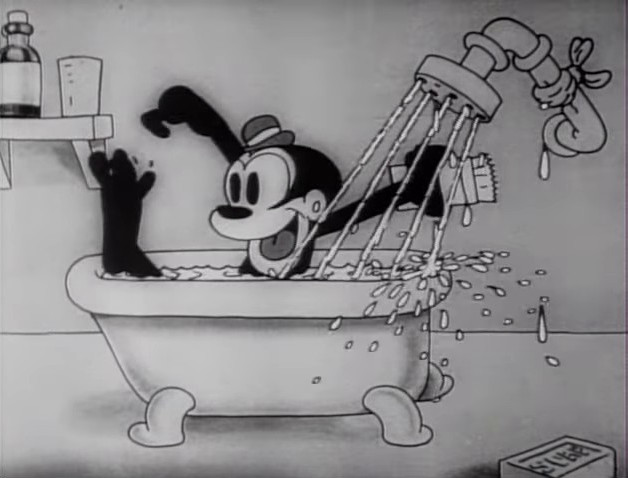
Bosko, a Warner Bros. stúdió legelső hőse, alkotói Hugh Harman és Rudolf Ising

Az ötvenes évek elején Disney megállapodott az RKO-val, akik a rajzfilmeket forgalmazták 1953-ig, de a költségeket alacsonyan kellett tartani. A szerződés lejárta utána a frissen alapított Buena Vista Distribution lett Disney kizárolagos forgalmazója. Ez sokkal előnyösebb költségvetést eredményezett, de az árak még mindig jóval a negyvenes évekbeli átlag alatt maradtak, így a Disney inkább az élőszereplős és az egész estés animációs filmek, illetve a televízió felé fordult. 1953-ban készült el az utolsó Miki Egeres rajzfilm, a The Simple Things. Innentől kezdve a stúdióban drasztikusan csökkentek a rövidfilmes projektek, és a divízió 1962-ben meg is szűnt. Minden későbbi rövidfilm az egész estés animációs filmek divíziójában készült.
A Disney egész estés rajzfilmjei népszerűek maradtak az ötvenes években is. A negyvenes évek rövidfilmekből összegyúrt mozifilmjei után a stúdió visszatért a jólbevált gyermekmese-feldolgozásokhoz. Disney számos klasszikus filmet készített az ötvenes években, mint a Susi és Tekergő, a Pán Péter, a Hamupipőke, az Alice Csodaországban (ami nem volt kasszasiker) és a Csipkerózsika, bár Disney többé nem tudta a Fantázia, a Pinokkió és a Bambi színvonalát produkálni.
A Hamupipőke lett a Hófehérke után a legsikeresebb Disney-film. Disneyland megnyitása utána Walt ismét népszerűségnek örvendett, és belefogott a Csipkerózsikába. A film megbukott, s a kiesett összegek miatt a stúdió kénytelen volt csökkenteni a költségeket és kevesebb pénzt invesztálni az animációs projektekbe. 1960-ban Disney volt az első, aki a hagyományos kézi rajzolást xerográfiával (fénymásolás) helyettesítette, ami a filmeknek egy sokkal rajzszerűbb, letisztultabb kinézetet kölcsönzött (ezzel a technológiával közvetlenül a filmre lehetett rajzolni). Az első xerográfiát használó filmek a 101 kiskutya, a The Sword in the Stone és a Dzsungel Könyve.

#### DePatie-Freleng a hatvanas években
A hatvanas évek egyik kiugróan kreatív vállalata a DePatie-Freleng Enterprises volt. Az első és leghíresebb projektjük az 1964-es, Peter Sellers főszereplésével készült Rózsaszín párduc című film bevezetője volt. A film, és a jelenet óriási sikere arra sarkallta a United Artists-ot, hogy egy egész sor Rózsaszín párducos rajzfilmet rendeljenek. Az első epizód, a The Pink Phink 1964-ben Oscar-díjat nyert. A stúdió egyéb projektjei a The Inspector és a The Ant and the Aardvark című sorozatok voltak.
Eközben Chuck Jones, miután elhagyta a Warner Bros.-t az MGM-hez szegődött, ahol 34 új, moziban vetített Tom és Jerry-filmet készített összetéveszthetetlen stílusában. Ezek a filmek, bár megközelíteni nem tudták a klasszikus Hanna-Barbera epizódokat, a Gene Deitch-féle Tom és Jerry részeknél mégis sikeresebbek lettek, mivel Deitch munkáiban nagyon gyenge minőségű animáció volt, többek között azért, mert Deitch nem kedvelte a két figurát.

#### A televízió
Az újítások ellenére a moziban vetített rajzfilmek mégis lassan a múlt ködébe vesztek. A televízió, mint új médium jelentette a terepet a rajzfilmek új korszakának. A mozgalom vezetői William Hanna és Joseph Barbera, Tom és Jerry alkotói lettek. Az új Hanna-Barbera stúdió a limitált animáció mellett tette le a voksát, amit még a UPA vezetett be. Egészen mostanáig ezt a formátumot csak az alacsony költségvetésű produktumoknál használták.
A televízió lassacskán kiszorította a filmszínházakat, a mozik emiatt rákényszerültek, hogy megnyírják a költségeket. Ettől kezdve a mozikban már csak egész estés filmek mentek, s a rövidfilmek szinte teljesen eltűntek. A kevés megmaradt, moziban vetített rövid rajzfilm rendkívül olcsó, s emiatt kevésbé látványos volt. Ezzel ért véget az amerikai animáció aranykora.

## Rövid lista az aranykor különösen fontos filmjeiről
- Walt Disney Productions

- Steamboat Willie (1928), Walt Disney
- Plane Crazy (1928), Walt Disney
- The Skeleton Dance (1929), Walt Disney
- Flowers and Trees (1932), Walt Disney
- Mickey's Revue (1932), Walt Disney
- The Whoopee Party (1932), Walt Disney
- Three Little Pigs, (1933), Walt Disney
- Orphan's Benefit (1934), Walt Disney
- The Wise Little Hen (1934), Walt Disney
- The Goddess of Spring (1934), Walt Disney
- The Band Concert (1935), Wilfred Jackson
- Mickey's Service Station (1935), Ben Sharpsteen
- The Old Mill (1937), Wilfred Jackson
- Don Donald (1937), Walt Disney
- Clock Cleaners (1937), Ben Sharpsteen
- Lonesome Ghosts (1937), Ben Sharpsteen
- Brave Little Tailor (1938), Bill Roberts
- Donald's Better Self (1938), Jack King
- Mickey's Trailer (1938), Ben Sharpsteen
- The Pointer (1939), Ub Iwerks
- Mr. Duck Steps Out (1940), Jack King
- Der Fuehrer's Face (1942), Jack Kinney
- Education for Death (1943), Clyde Geronomi
- Hockey Homicide (1945), Jack Kinney
- Motor Mania (1950), Jack Kinney
- Toot, Whistle, Plunk and Boom (1953), C. August Nichols and Ward Kimball

- Warner Bros.

- Sinkin' in the Bathtub (1930), Hugh Harman és Rudolf Ising
- Gold Diggers of '49 (1935), Tex Avery
- Porky's Duck Hunt (1937), Tex Avery
- Porky in Wackyland (1938), Bob Clampett
- You Ought to Be in Pictures (1940), Friz Freleng
- A Wild Hare (1940), Tex Avery
- The Dover Boys (1942), Chuck Jones
- The Ducktators (1942), Norm McCabe
- Coal Black and de Sebben Dwarfs (1943), Bob Clampett
- The Bashful Buzzard (1945), Bob Clampett
- Hare Trigger (1945), Friz Freleng
- Walky Talky Hawky (1946), Robert McKimson
- Book Revue (1946), Bob Clampett
- The Great Piggy Bank Robbery (1946), Bob Clampett
- Daffy Doodles (1946), Robert McKimson
- Tweetie Pie (1947), Friz Freleng
- Crowing Pains (1947), Robert McKimson
- The Foghorn Leghorn (1948), Robert McKimson
- Buccaneer Bunny (1948), Friz Freleng
- Fast and Furry-ous (1949), Chuck Jones
- Rabbit of Seville (1950), Chuck Jones
- Bunker Hill Bunny (1950), Friz Freleng
- Rabbit Fire (1951), Chuck Jones
- 14 Carrot Rabbit (1951), Friz Freleng
- Duck Dodgers in the 24½th Century (1953), Chuck Jones
- Cat-Tails For Two (1953), Robert McKimson
- Duck Amuck (1953), Chuck Jones
- Devil May Hare (1954), Robert McKimson
- Speedy Gonzales (1955), Friz Freleng
- One Froggy Evening (1955), Chuck Jones
- Birds Anonymous (1957), Friz Freleng
- Bedeviled Rabbit (1957), Robert McKimson
- What's Opera, Doc? (1957), Chuck Jones
- Knighty Knight Bugs (1958), Friz Freleng

- Fleischer Studios/Famous Studios

- Swing You Sinners! (1930), Dave Fleischer
- Bimbo's Initiation (1931), Dave Fleischer
- Minnie the Moocher (1932), Dave Fleischer
- Snow White (1933), Dave Fleischer
- Poor Cinderella (1934), Dave Fleischer
- A Dream Walking (1934), Dave Fleischer
- Somewhere in Dreamland (1936), Dave Fleischer
- Popeye the Sailor Meets Sinbad the Sailor (1936), Dave Fleischer
- Goonland (1938), Dave Fleischer
- Superman (1941), Dave Fleischer
- Me Musical Nephews (1942), Seymour Kneitel, Famous Studios

- MGM

- Peace on Earth (1939), Hugh Harman
- The Milky Way (1940), Rudolf Ising
- Puss Gets the Boot (1940), William Hanna és Joseph Barbera
- The Midnight Snack (1941), William Hanna és Joseph Barbera
- The Night Before Christmas (1941), William Hanna és Joseph Barbera
- The Yankee Doodle Mouse (1943), William Hanna és Joseph Barbera
- Dumb-Hounded (1943), Tex Avery
- Red Hot Riding Hood (1943), Tex Avery
- Mouse Trouble (1944), William Hanna és Joseph Barbera
- Quiet Please! (1945), William Hanna és Joseph Barbera
- Solid Serenade (1946), William Hanna és Joseph Barbera
- Zongorakoncert (1947), William Hanna és Joseph Barbera
- Dr. Jekyll and Mr. Mouse (1947), William Hanna és Joseph Barbera
- King-Size Canary (1947), Tex Avery
- The Little Orphan (1948), William Hanna és Joseph Barbera
- The Two Mouseketeers (1951), William Hanna és Joseph Barbera
- Johann Mouse (1953), William Hanna és Joseph Barbera

- Walter Lantz Productions

- Race Riot, (1929), Walter Lantz
- Confidence, (1933), Bill Nolan
- Knock Knock (1940), Walter Lantz
- The Barber of Seville (1944), James Culhane
- Apple Andy (1946), Dick Lundy
- Musical Moments from Chopin (1947), Dick Lundy
- Crazy Mixed-Up Pup (1955), Tex Avery
- The Legend of Rockabye Point (1955), Tex Avery

- Terrytoons

- River of Doubt (1927), Paul Terry
- Dinner Time (1928), Paul Terry and John Foster
- Dinky Duck (1938), Paul Terry
- The Mouse of Tomorrow (1942), Eddie Donnelly
- My Boy, Johnny (1943), Paul Terry
- Mighty Mouse in Gypsy Life (1945), Eddie Donnelly
- The Talking Magpies (1946), Mannie Davis
- Fleibus (1956), Gene Deitch
- Tom Terrific (1957), Gene Deitch
- Sidney's Family Tree (1958), Gene Deitch

- Charles Mintz/Screen Gems (Columbia)

- Ratskin (1929), Ben Harrison és Manny Gould
- Farm Relief (1929), Ben Harrison, Manny Gould és Friz Freleng
- Lambs Will Gambol (1930), Ben Harrison és Manny Gould
- Yelp Wanted (1931), Dick Huemer
- Holiday Land (1934), Sid Marcus és Art Davis
- The Little Match Girl (1937), Sid Marcus és Art Davis
- The Fox and the Grapes (1941), Frank Tashlin
- Song of Victory (1942), Bob Wickersham
- Willoughby's Magic Hat (1943), Bob Wickersham
- Flora (1948), Alex Lovy

- UPA

- Hell-Bent for Election (1944), Chuck Jones
- Brotherhood of Man (1946), Bobe Cannon
- Ragtime Bear (1949), John Hubley
- Gerald McBoing Boing (1951), Bobe Cannon
- Rooty Toot Toot (1952), John Hubley
- The Tell-Tale Heart (1953), Ted Parmelee (rendezés), Paul Julian (dizájn)
- When Magoo Flew (1955), Pete Burness

- Mások

- Fiddlesticks (1930), Ub Iwerks
- Room Runners (1932), Ub Iwerks
- The Goose That Laid the Golden Egg (1936), Burt Gillett
- The Pink Phink (1964), Friz Freleng, DePatie-Freleng Enterprises

## Fordítás
Ez a szócikk részben vagy egészben  a   Golden Age of American Animation című angol Wikipédia-szócikk fordításán alapul.  Az eredeti cikk szerkesztőit annak laptörténete sorolja fel. Ez a jelzés csupán a megfogalmazás eredetét és a szerzői jogokat jelzi, nem szolgál a cikkben szereplő információk forrásmegjelöléseként.

## Külső hivatkozások
- GoldenAgeCartoons.com
- Cartoon Research